# Ronaldinho
Ronaldinho [xonawˈdʒĩɲu] (* 21. März 1980 in Porto Alegre; bürgerlich Ronaldo de Assis Moreira, in Brasilien auch Ronaldinho Gaúcho) ist ein ehemaliger brasilianischer Fußballspieler. Der Offensivspieler stammt aus der Jugend von Grêmio Porto Alegre und kam 2001 mit 21 Jahren als Profi nach Europa, nachdem er bereits in der Jugend für ein Jahr beim FC Sion in der Schweiz gespielt hatte. Nach zwei Spielzeiten bei Paris Saint-Germain in Frankreich wechselte Ronaldinho 2003 nach Spanien zum FC Barcelona, bei dem er unter Frank Rijkaard die erfolgreichste Zeit seiner Karriere hatte. Er wurde mit den Katalanen 2005 und 2006 spanischer Meister sowie 2006 Champions-League-Sieger. Ronaldinho, der sich durch Tempodribblings, hohe Torgefährlichkeit und enorme Passgenauigkeit auszeichnete, galt zu dieser Zeit als einer der besten Spieler der Welt. So wurde er 2004 sowie 2005 FIFA-Weltfußballer des Jahres und gewann 2005 den Ballon d’Or als „Europas Fußballer des Jahres“. Nach einer verletzungsgeplagten Saison 2007/08 wurde Ronaldinho, der zuvor immer wieder durch Disziplinlosigkeiten und Fitnessprobleme aufgefallen war, vom neuen Cheftrainer Pep Guardiola aussortiert. Er wechselte daraufhin nach Italien zur AC Mailand, wo er allerdings nicht mehr an seine Glanzzeit anknüpfen konnte. Nach zweieinhalb Jahren kehrte Ronaldinho im Januar 2011 nach Brasilien zurück, wo er noch für Flamengo Rio de Janeiro (2011–2012), Atlético Mineiro (2012–2014) und – nach einem Abstecher nach Mexiko zum Querétaro Fútbol Club (2014–2015) – zuletzt im Alter von 35 Jahren für Fluminense Rio de Janeiro (2015) spielte. Seine letzten großen Erfolge waren 2013 der Gewinn der Copa Libertadores und die Wahl zu Südamerikas Fußballer des Jahres.
Von 1999 bis 2013 spielte Ronaldinho 97-mal für die brasilianische Nationalmannschaft und erzielte 33 Tore, womit er einer der besten Torschützen der Seleção ist. Sein erstes großes Turnier war die Copa América 1999, die Brasilien gewann. Bei der Weltmeisterschaft 2002 wurde Ronaldinho, der gemeinsam mit Ronaldo und Rivaldo die Offensive der Seleção bildete, Weltmeister. Dort präsentierte er sich als einer der besten Spieler und wurde in das All-Star-Team des Turniers gewählt. 2005 folgte der Gewinn des Confed Cups. Bei der anschließenden Weltmeisterschaft 2006 enttäuschte der Titelverteidiger allerdings und schied im Viertelfinale aus. Für den Confed Cup 2009, die Weltmeisterschaft 2010, Copa América 2011 und Weltmeisterschaft 2014 im eigenen Land wurde Ronaldinho, der ab 2008 nur noch vereinzelt Länderspiele absolviert hatte, aufgrund seiner absteigenden Form und seines fortgeschrittenen Alters nicht mehr nominiert.

## Jugend
Ronaldo de Assis Moreira ist das jüngste von drei Kindern und kam am 21. März 1980 in Porto Alegre, der Hauptstadt des Bundesstaates Rio Grande do Sul, zur Welt. Er ist in der südbrasilianischen Millionenstadt als Teil einer fünfköpfigen Familie aufgewachsen und kam schon als Kleinkind mit dem Fußball in Kontakt. Sein Vater João de Silva Moreira arbeitete als Schweißer in einer Werft und war Amateurfußballer beim EC Cruzeiro (Cachoeirinha), die Mutter Miguelina Elói de Assis war Kosmetikverkäuferin, später Krankenpflegerin. Nachdem sein älterer Bruder Roberto Assis (* 1971) im Jahr 1988 einen Profivertrag beim Erstligisten Grêmio Porto Alegre unterschrieben hatte, stellte der Verein der Familie ein Haus im wohlhabenden Stadtviertel (Bairro) Guarujá zur Verfügung. Gleichzeitig wurde auch der achtjährige Ronaldo in Grêmios Jugendmannschaft aufgenommen. Als kleinster und jüngster Spieler bekam er hier den Spitznamen Ronaldinho (kleiner Ronaldo). 1989 verstarb der Vater, nachdem er bewusstlos im Swimmingpool der Familie aufgefunden worden war. Die Ursache konnte nie richtig aufgeklärt werden: offiziell wurde ein Herzinfarkt als Todesursache angegeben, jedoch wird auch vermutet, dass er nach einer Alkoholvergiftung starb.
Als sein Bruder zum FC Sion in die Schweiz wechselte, folgte Ronaldinho ihm und spielte von April 1993 bis Oktober 1994 für die C-Junioren (U-14) des Vereins. Anschließend kehrte er nach Brasilien zurück und durchlief weiter Grêmios Nachwuchsabteilung, die zu den führenden des Landes zählt. Neben dem organisierten Jugendfußball entwickelte Ronaldinho eine Leidenschaft für Futsal und Beachsoccer, deren technisch anspruchsvolle Spielweise er auf das reguläre Feld übertrug. Insbesondere die Finte Elastico sollte zu seinem Markenzeichen werden. Im September 1997 hatte Ronaldinho seinen ersten großen internationalen Auftritt, als er mit der U-17-Jugendnationalmannschaft den Junioren-WM-Titel in Ägypten gewinnen konnte. Während des Turniers hatte er zwei Tore erzielt.

## Karriere

### Vereine

#### Grêmio Porto Alegre
1998 wechselte Ronaldinho aus der Jugendabteilung in Grêmios Profikader. Trainer Sebastião Lazaroni setzte das Nachwuchstalent am 4. März 1998 gegen CR Vasco da Gama erstmals in der Copa Libertadores ein. Im folgenden Jahr 1999 gelang dem leichtfüßigen Dribbelkünstler mit 22 Toren in 47 Pflichtspielen der sportliche Durchbruch. Seine beiden Treffer in den Finalspielen der Campeonato Gaucho gegen den Erzrivalen Internacional Porto Alegre erwiesen sich als entscheidend für den Gewinn der Regionalmeisterschaft. Grêmio gewann auch erstmals die Copa Sul.

#### Paris Saint-Germain
Im Juli 2001 wechselte Ronaldinho für umgerechnet 5 Millionen Euro zu Paris Saint-Germain nach Frankreich und unterschrieb einen Fünfjahresvertrag. Dort erhielt er die prestigeträchtige Trikotnummer 21, die zuvor bereits von Aloísio, Jay-Jay Okocha und Nicolas Anelka getragen wurde. Sein Debüt für den Hauptstadtverein in der Division 1 gab er am 4. August 2001, als er beim 1:1-Unentschieden gegen AJ Auxerre eingewechselt wurde. In den folgenden Monaten schwankte die Rolle des Stürmers zwischen Startformation und Ersatzbank. Am 14. Oktober (10. Spieltag) erzielte er beim 2:2-Unentschieden gegen Olympique Lyon sein erstes Ligator für PSG. Bereits vier Tage später traf er beim überlegenen 4:0-Heimsieg im UEFA-Pokal gegen den SK Rapid Wien doppelt. In der Liga konnte er in der Hinrunde 2001/02 nur zweimal in 14 Einsätzen treffen, kam jedoch nach dem Jahreswechsel in Fahrt. In den vier Ligaspielen des Monats Januar 2002 traf er in jedem einzelnen einmal. Am 16. März (29. Spieltag) traf er beim 3:1-Heimsieg gegen den ES Troyes AC doppelt und bereitete den anderen Treffer vor. Sein neuntes und letztes Ligator erzielte er am 27. April beim 2:0 zuhause gegen den FC Metz. Die Tabelle schloss man als Vierter ab. In der Coupe de France 2001/02 erreichte man das Viertelfinale und in der Coupe de la Ligue 2001/02 das Halbfinale.
In seiner zweiten Saison 2002/03 schaffte er es nicht, einen Leistungssprung zu verzeichnen, und konnte die hohen Erwartungen an seine Person nicht gänzlich erfüllen. Beim überzeugenden 3:0-Heimsieg gegen den Ligakonkurrenten Olympique Marseille erzielte er am 26. Oktober 2002 (12. Spieltag) einen Doppelpack. Am 22. Februar 2003 erzielte er bei der 2:3-Auswärtsniederlage bei EA Guingamp ein sehenswertes Solo-Tor, welches am Ende der Spielzeit zum Tor der Saison gewählt wurde. Das Rückrundenspiel gegen Olympique Marseille in deren Stade Vélodrome konnte erneut mit 3:0 gewonnen werden und Ronaldinho traf zum achten Mal in dieser Saison. In der Coupe de France 2002/03 führte er seine Mannschaft ins Finale des Wettbewerbs, nachdem er beim 2:0-Halbfinalsieg gegen Girondins Bordeaux beide Tore erzielt hatte. Das Finale gegen AJ Auxerre wurde mit 1:2 verloren. In der Liga platzierte man sich im Tabellenmittelfeld auf dem 11. Rang. Ronaldinho erzielte in 27 Ligaspielen acht Tore und bereitete genauso viele vor. Nach der enttäuschenden Saison von Paris Saint-Germain gab er bekannt, den Verein verlassen zu wollen.

#### FC Barcelona

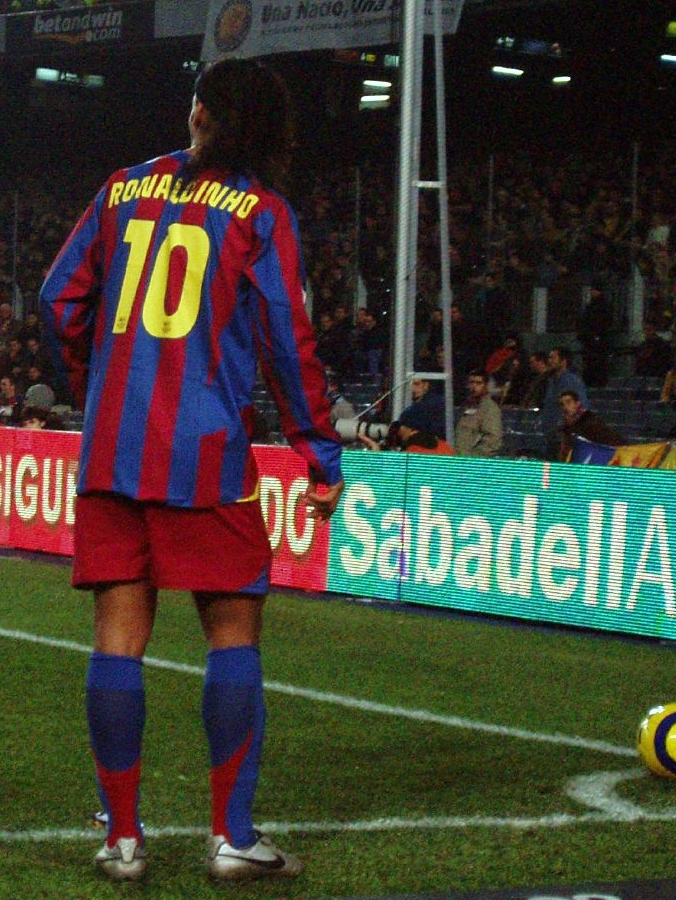
Ronaldinho im Trikot des FC Barcelona (2005)

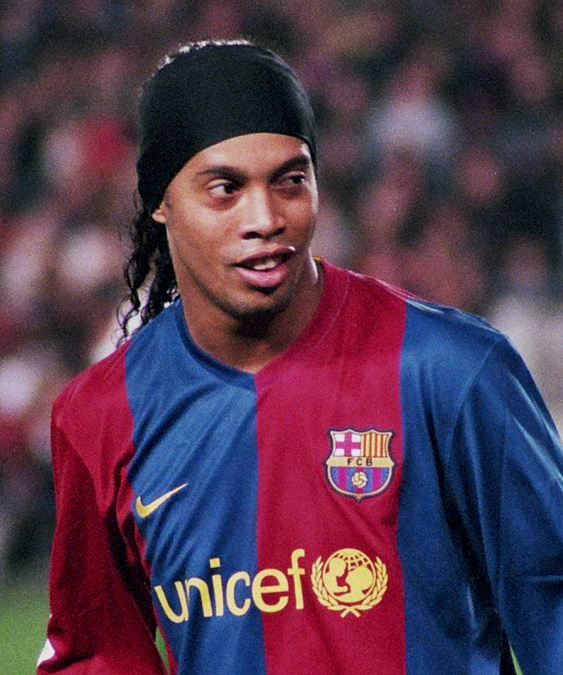
Ronaldinho (2007)

Am 21. Juli 2003 verkündete der FC Barcelona die Verpflichtung Ronaldinhos für eine Ablösesumme von 30 Millionen Euro und hatte damit Manchester United, Real Madrid oder den FC Chelsea im Transferpoker ausstechen können. Ronaldinho unterschrieb einen Fünfjahresvertrag mit einem Jahresgehalt von 3,1 Millionen Euro und war der Königstransfer des katalanischen Spitzenklubs. Der Neuzugang erhielt die prestigeträchtige Rückennummer 10 und gab sein Debüt am 1. Spieltag (30. August 2003) beim 1:0-Auswärtssieg gegen Athletic Bilbao. Der von Frank Rijkaard trainierten Mannschaft gab Ronaldinho neue Impulse und avancierte schon in seiner Premierensaison (2003/04) mit 15 Toren in 32 Spielen zum wichtigsten Offensivspieler. Nach mäßigem Start, belegte Barça nach einer Serie von 17 Spielen ohne Niederlage, am Saisonende hinter dem FC Valencia den zweiten Tabellenplatz.
In der folgenden Saison 2004/05 bestätigte der ungemein spielfreudige Ronaldinho seine starken Leistungen (neun Tore und 15 Vorlagen in 35 Spielen) und bildete mit den Neuzugängen Samuel Eto’o, Deco und Ludovic Giuly eine der spektakulärsten Angriffsreihen des europäischen Vereinsfußballs. Rijkaard setzte Ronaldinho in seiner 4-3-3-Formation nominell als linken Außenstürmer ein, gewährte seinem kreativen Kopf jedoch zahlreiche Freiheiten. Folgerichtig erhielt er die Auszeichnung als FIFA-Weltfußballer des Jahres 2004 sowie 2005 den Ballon d’Or als Europas Fußballer des Jahres. Mit seinem offensiv ausgerichteten Fußball führte der FC Barcelona ab dem 2. Spieltag die Tabelle der Primera División an und gewann am Saisonende erstmals seit 1999 wieder die spanische Meisterschaft. Dieser 17. Meistertitel löste eine regelrechte Masseneuphorie in Barcelona aus und Vereinspräsident Joan Laporta bezeichnete sie als Meisterschaft des Wechsels.
Auch in der Saison 2005/06 wurde Ronaldinho mit dem FC Barcelona spanischer Meister. In 29 Einsätzen schoss er 19 Tore. Beim 3:0-Sieg im Clásico gegen Real Madrid am 19. November 2005 traf er doppelt und nach seinem zweiten Treffer erhielt er von den gegnerischen Real-Fans im Estadio Santiago Bernabéu stehende Ovationen – dies wurde als eine Ehre interpretiert, die zuvor nur Diego Maradona als Barça-Spieler zuteilwurde.
Im Dezember 2005 wurde Ronaldinho zum zweiten Mal in Folge als FIFA-Weltfußballer des Jahres ausgezeichnet. Im Mai 2006 gewann Ronaldinho mit dem FC Barcelona nach einem 2:1-Sieg gegen den FC Arsenal im Stade de France in Saint-Denis die UEFA Champions League. Zum Titelgewinn trug er sieben Treffer bei, die er in zwölf Einsätzen erzielte.
In der Saison 2006/07 schoss Ronaldinho in 32 Ligaeinsätzen 21 Tore. In der Liga wurde er mit seiner Mannschaft Vizemeister, knapp hinter dem Erzrivalen Real Madrid. In der Champions League schied man im Achtelfinale gegen den FC Liverpool aus.
In der Saison 2007/08 konnte Ronaldinho nicht mehr an seine Leistungen aus den Vorjahren anknüpfen. Nach einem im März erlittenen Muskelfaserriss, die erste längere Verletzung seiner Karriere, fiel er bis zum Saisonende aus. Bis dahin hatte er in 17 Ligaeinsätzen acht Tore erzielt. Hinter Real Madrid und dem FC Villarreal belegte Barça am Saisonende den dritten Tabellenplatz. In der Champions League schied man im Halbfinale gegen den späteren Sieger Manchester United aus. In acht Champions-League-Einsätzen erzielte Ronaldinho einen Treffer.
Nach seinen ersten drei erfolgreichen Spielzeiten fiel Ronaldinho ab 2006 immer wieder durch Disziplinlosigkeiten, Fitness- und Gewichtsprobleme sowie verpasste Trainingseinheiten auf. So wurde ihm nachgesagt, oft im Nachtleben unterwegs gewesen zu sein. Der damalige Barça-Präsident Joan Laporta äußerte im Mai 2008, dass Ronaldinho eine neue Herausforderung brauche.
Zur Saison 2008/09 wurde Pep Guardiola neuer Cheftrainer und der Kader stark verändert. Ronaldinho wurde daraufhin aussortiert. Sein Mitspieler Aljaksandr Hleb äußerte 2019 in einem Interview, dass Ronaldinho und Deco (ging zum FC Chelsea) in der Vorbereitung betrunken zum Training erschienen seien. Da der Verein befürchtete, dass die beiden einen schlechten Einfluss auf Lionel Messi haben würden, habe man sich dazu entschieden, die beiden Spieler abzugeben, die eine wichtige Rolle in den erfolgreichen Jahren 2005 und 2006 gespielt hatten.

#### AC Mailand

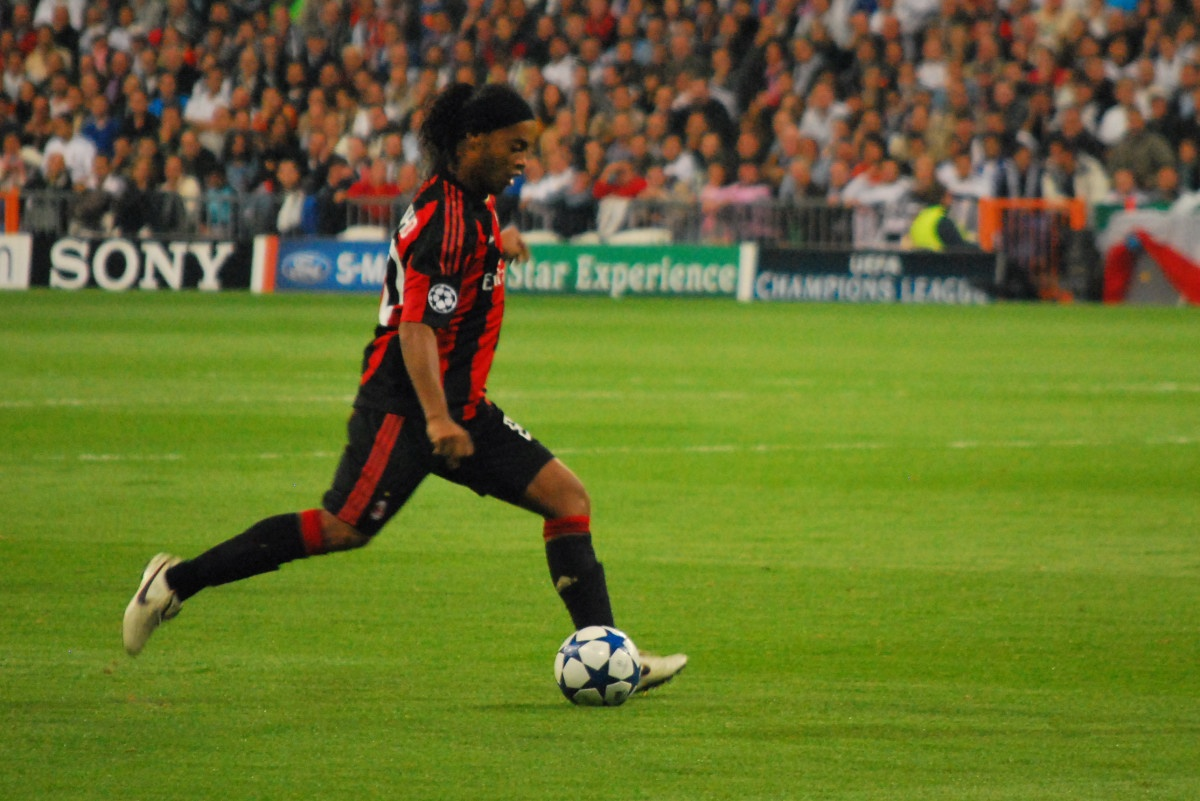
Ronaldinho im Trikot der AC Mailand (2010)

Im August 2008 wechselte Ronaldinho für eine Ablösesumme von 25 Millionen Euro zur AC Mailand. Laut einer Studie der France Football war er mit einem Jahreseinkommen von 19,6 Millionen Euro inkl. Werbegelder einer der Topverdiener des Profifußballs weltweit zu dieser Zeit.
Zunächst stagnierten die Leistungen von Ronaldinho in Mailand, auch aufgrund mangelnder Fitness. Zur Saison 2009/10 gelang ihm eine deutliche Leistungssteigerung. Die Hinrunde der Saison 2010/11 spielte er zunächst im 4-3-3-System von Massimiliano Allegri gemeinsam mit Zlatan Ibrahimović und Alexandre Pato im Sturm. In der Rückrunde wurde er von Neuzugang Robinho verdrängt. Als Pato verletzt ausfiel, stellte Trainer Allegri das System auf 4-3-1-2 um, in dem Kevin-Prince Boateng den Part hinter den Spitzen übernahm. Ronaldinho wurde nicht weiter berücksichtigt und kam nur noch zu Kurzeinsätzen. Nachdem mit Antonio Cassano ein weiterer Konkurrent in der Winterpause verpflichtet worden war, stellte die AC Mailand Ronaldinho vom Training frei und gestattete ihm die Abreise aus dem Trainingslager in Dubai, um für Vertragsverhandlungen nach Brasilien zu reisen.
Ronaldinho spielte in drei Spielzeiten 76-mal für die AC Mailand in der Serie A und erzielte dabei 20 Treffer. Hinzu kamen zwölf Champions-League-Einsätze mit vier Toren und sechs UEFA-Cup-Einsätze, in denen er zwei Tore erzielte. Insgesamt knüpfte Ronaldinho in seiner Zeit beim AC Mailand nicht mehr konstant an seine früheren sehr guten Leistungen aus den Vorjahren an.

#### Flamengo Rio de Janeiro

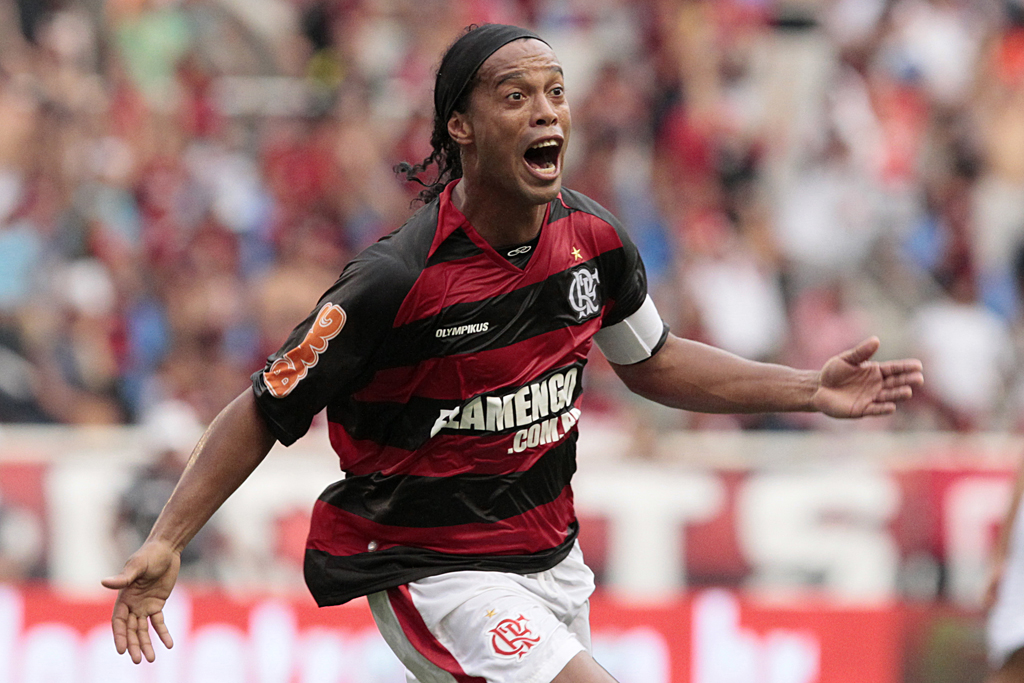
Ronaldinho im Trikot von Flamengo Rio de Janeiro (2011)

Im Januar 2011 wechselte der 30-jährige Ronaldinho für eine Ablösesumme in Höhe von 3 Millionen Euro zurück nach Brasilien zu Flamengo Rio de Janeiro. Nachdem sich auch sein Jugendverein Grêmio und der Palmeiras São Paulo um ihn bemüht hatten, unterschrieb er in Rio de Janeiro einen Vertrag bis Juli 2014 und erhielt die Rückennummer 10. Von dem Wechsel erhoffte er sich, wieder an alte gute Leistungen anknüpfen zu können, um so seine Chancen für eine Teilnahme an der Copa América 2011 und der WM 2014 im eigenen Land zu steigern, nachdem er für die WM 2010 nicht nominiert worden war. Ronaldinho folgte dabei einem Trend früherer Stars wie etwa Roberto Carlos und Ronaldo, gegen Karriereende von Europa nach Brasilien zurückzukehren.
Sein erstes Spiel für seinen neuen Verein absolvierte Ronaldinho am 2. Februar 2011 in der Taça Guanabara, der Hinrunde der Staatsmeisterschaft von Rio de Janeiro, beim 1:0 gegen den Nova Iguaçu FC. Vor dem Spiel bekam er die Kapitänsbinde von Vorgänger Leonardo Moura überreicht. Nach dem Spiel wurde sein Premieren-Trikot aufbewahrt, um es später in dem im November 2011 eröffneten Flamengo-Museum auszustellen. Am 1. Mai 2011 besiegte Flamengo in der Rückrunde der Staatsmeisterschaft, dem Wettbewerb um die Taça Rio, den CR Vasco da Gama, nach einem 0:0 in der regulären Spielzeit mit 3:1 im Elfmeterschießen und gewann damit seine 32. Staatsmeisterschaft.
Sein Debüt in der nationalen Liga gab Ronaldinho noch im selben Monat am ersten Spieltag beim 4:0-Sieg gegen den Avaí FC, zu dem er das Tor zum 2:0 beitrug. Am 27. Juli erzielte er einen Hattrick gegen den FC Santos; Flamengo gewann 5:4 nach einem 0:3-Rückstand. Mit 14 Saisontreffern gehörte Ronaldinho zu den fünf besten Torschützen der Brasileirão von 2011. Flamengo wurde Vierter.
Ende Mai 2012, nach dem zweiten Spieltag der nationalen Meisterschaft, lösten Ronaldinho und sein Verein den Vertrag nach insgesamt 16 Monaten auf. Ronaldinho war in den Monaten zuvor unter Trainer Vanderlei Luxemburgo durch Disziplinlosigkeiten aufgefallen. So sei er nach einigen Monaten öfter unpünktlich und teilweise gar nicht zum Training erschienen. Dafür zeigte sich
Ronaldinho auch öffentlich im Nachtleben von Rio; oft verlängerte er Festivitäten bis in die frühen Stunden in seine Villa im westlichen Nobelvorort Barra da Tijuca. Mehrmals sei er nicht fähig gewesen, am Mannschaftstraining teilzunehmen.
Auch auf dem Platz zeigte Ronaldinho stagnierende Leistungen. Nachdem Trainer Luxemburgo zunächst bemüht gewesen war, dieses Verhalten zu tolerieren und Ronaldinho nicht zu sanktionieren, änderte sich seine Meinung, als Ronaldinho während einer Concentração, dem Trainingslager vor einem Spiel, in Londrina mit einer Frau zu sehen war. Luxemburgo verlangte daraufhin entschlossene Maßnahmen von der Vereinspräsidentin Patricia Amorim. In der Folge wurde Luxemburgo entlassen und durch Joel Santana ersetzt; Ronaldinho wurde dagegen verziehen.
Die Details zu der späteren Vertragsauflösung von Ronaldinho wurden nicht öffentlich gemacht. Nach erstweiligen Berichten schuldete der Verein dem Spieler für diese Beendigung rund 40,2 Millionen Real (Im Mai 2012 rund 15,8 Mio. Euro). In insgesamt 78 Spielen für Flamengo erzielte Ronaldinho 28 Tore, sah 19-mal Gelb und zweimal Rot.

#### Atlético Mineiro

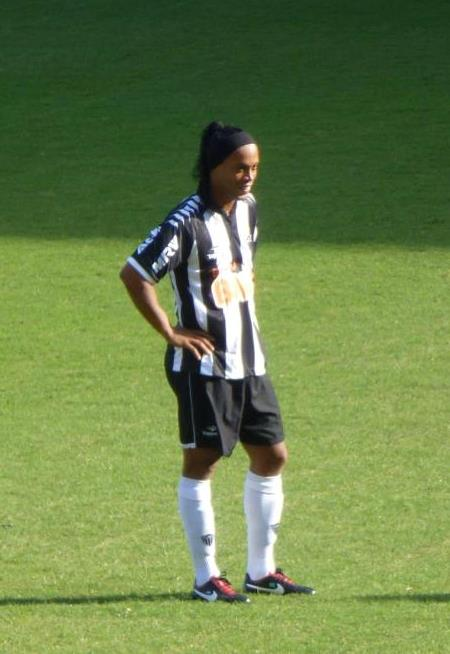
Ronaldinho im Trikot von Atletico Mineiro

Nach 16 Monaten bei Flamengo wechselte Ronaldinho zum Staatsmeister von Minas Gerais Atlético Mineiro aus Belo Horizonte. Sein für den 6. Juni 2012 am dritten Spieltag geplantes Debüt fiel aus, da die Freigabe vom Verband noch nicht vorlag. So absolvierte er drei Tage später beim 1:0-Auswärtssieg gegen Palmeiras São Paulo sein erstes Spiel für den neuen Verein über die volle Spielzeit. Am 6. Oktober 2012 erzielte er einen Hattrick gegen den Figueirense Futebol Clube. Nach der Saison wurde er zum besten Spieler des Jahres 2012 der höchsten Brasilianischen Spielklasse gewählt. Am 25. Juli 2013 gewann er mit Atlético die Copa Libertadores, womit er der sechste Spieler in der Geschichte des Fußballs ist, der die Copa Libertadores und die UEFA Champions League gewonnen hat. Ende 2013 wurde Ronaldinho als Südamerikas Fußballer des Jahres ausgezeichnet.
Anfang Januar 2014 verlängerte Ronaldinho seinen Vertrag um ein Jahr bis zum 31. Dezember 2014. Am 27. Juli 2014 lösten Ronaldinho und Atlético Mineiro den Vertrag auf.
Atlético hatte zum Zeitpunkt der Auflösung noch Schulden bei dem Spieler. 2021 verklagte er den Klub auf Zahlung von 6,7 Millionen Real. Atlético erklärte sich bereit, 6,2 Millionen in 31 Raten zu zahlen. Ab November 2022 kam es zu einem Zahlungsausfall. Im Februar 2023 wurde seitens Ronaldinho Klage eingereicht, mit der Aufforderung zur sofortigen Einziehung der Restschuld von 4.419.608,74 Real. Im März 2024 wurde eine Vereinbarung zwischen ihm und dem Klub getroffen, eine Summe von 4.195.912,23 Real in vier Raten ab April des Jahres und in der Folge monatlich zu zahlen. Die Vereinbarung enthielt eine Strafe von 10 % der Raten, wenn eine Zahlung mehr als zehn Tage Verspätung hat.

#### Querétaro Fútbol Club
Anfang September 2014 unterzeichnete er einen Zweijahresvertrag beim mexikanischen Erstligisten Querétaro Fútbol Club. Ronaldinho, der als großer sportlicher Hoffnungsträger galt, debütierte am 17. September im Pokal-Spiel gegen UANL Tigres. Vier Tage später folgte sein erster Einsatz in der Liga, gegen Deportivo Guadalajara stand er über die vollen 90 Minuten auf dem Platz, erzielte ein Tor und bereitete ein Weiteres vor.
Im Dezember 2014 erhielt Ronaldinho von Trainer Ignacio Ambríz einen genehmigten Sonderurlaub, damit er sich um persönliche Angelegenheiten in Brasilien kümmern konnte. Als er danach nicht wieder zum Training erschien und tagelang verschollen blieb, stellte Sportdirektor Joaquín Beltrán dem Brasilianer ein Ultimatum. Wäre er bis Ende der Woche nicht wieder da, würde man sich von ihm trennen. Kurz vor Ende dieser Frist erschien Ronaldinho wieder. Zur Clausura kam er meist als Einwechselspieler zum Einsatz.
Nach schwacher Hinrunde verbesserte sich Ronaldinhos Form wieder im Laufe der Saison. Er hatte maßgeblichen Anteil am Erreichen der Playoffs. Im Halbfinal-Hinspiel gegen CF Pachuca sorgte Ronaldinho für Aufsehen. Als er in der ersten Halbzeit wegen einer taktischen Maßnahme von Trainer Víctor Manuel Vucetich ausgewechselt wurde, verließ er ohne Genehmigung das Stadion. Im Rückspiel wurde er nicht berücksichtigt. Das folgende Finale verlor sein Team deutlich gegen Santos Laguna. Im Juli 2015 wurde der Vertrag zwischen Ronaldinho und dem Verein aufgelöst.

#### Fluminense Rio de Janeiro
Am 11. Juli 2015 meldete der brasilianische Verein Fluminense Rio de Janeiro, dass Ronaldinho beim Klub einen bis Dezember 2016 laufenden Vertrag unterschrieben habe. Nach neun Einsätzen ohne Torerfolg einigten sich Klub und Spieler Ende September 2015 auf eine Auflösung des Vertrages. Fluminense-Sportdirektor Mario Bittencourt erklärte den Abschied nach wenigen Monaten so: „Ronaldinho bat um ein Treffen. Er sagte uns respektvoll, dass er sich nicht in der Lage fühle, so gut zu spielen, wie er es will.“
Im Dezember 2015 unterschrieb Ronaldinho einen neuen Vertrag bei Fluminense für zwei Spiele im Januar 2016. Es handelte sich dabei um den vom 10. bis 20. Januar ausgespielten Florida Cup. Dieser Vertrag, der nur für diese zwei Spiele gültig war, diente Marketingzwecken.

#### Futsal in Indien
Im Juli 2016 nahm Ronaldinho für die Goa 5′s, ein Futsalteam aus dem indischen Bundesstaat Goa, neben den ehemaligen Spielern Ryan Giggs, Paul Scholes, Míchel Salgado und Hernán Crespo sowie dem Futsalspieler Falcão an der zweiwöchigen Premierensaison der Premier Futsal League teil. Nachdem Ronaldinho im ersten Spiel torlos geblieben war, erzielte er beim 7:2-Sieg im zweiten Spiel gegen das Team aus Bangalore fünf Treffer. Nach seinem zweiten Spiel verließ Ronaldinho Indien wieder, da er zum Markenbotschafter der Sommer-Paralympics 2016 in Rio de Janeiro ernannt worden war. Er wurde für die restlichen drei Spiele durch Cafu ersetzt.
Von Mitte September bis Anfang Oktober 2017 nahm Ronaldinho mit den Delhi Dragons an der zweiten Ausgabe der Premier Futsal League teil. Er kam in allen acht Spielen zum Einsatz und erzielte 16 Treffer. Das Finale verlor Ronaldinho mit seinem Team gegen die Mumbai Warriors. 2018 beendete Ronaldinho seine Fußball-Karriere als Profi endgültig.

### Nationalmannschaft
Im September 1997 gewann Ronaldinho mit seinem Heimatland die U-17-Weltmeisterschaft. Am 26. Juni 1999 gab Ronaldinho gegen Lettland sein Debüt in der brasilianischen A-Nationalmannschaft. Seinen ersten Länderspieltreffer erzielte er in seinem zweiten Länderspiel am 30. Juni 1999 gegen Venezuela. Im Juli 1999 gewann er mit Brasilien die Copa América und wurde im August 1999 Zweiter beim Confed-Cup.
Bei der WM 2002 gewann Ronaldinho mit der brasilianischen Auswahl den Weltmeistertitel. Er ist damit der bisher einzige Spieler, der U-17-Weltmeister und Weltmeister mit der A-Nationalmannschaft wurde. Seine Auftritte bei dieser WM-Endrunde brachten dem damals 22-Jährigen große internationale Aufmerksamkeit ein. Er nahm an fünf Turnierspielen teil und schoss zwei Tore. Im Viertelfinale gegen England (2:1) bereitete er zunächst den Ausgleichstreffer durch einen Sprint vor und erzielte später den Siegtreffer, als er den englischen Torhüter David Seaman mit einem direkten Freistoß aus großer Distanz bezwang. Im Halbfinale gegen die Türkei war Ronaldinho wegen seines Feldverweises im Viertelfinale gesperrt. Im Finale gegen Deutschland, das durch zwei Tore von Ronaldo entschieden wurde, stand er wieder in der Startformation.

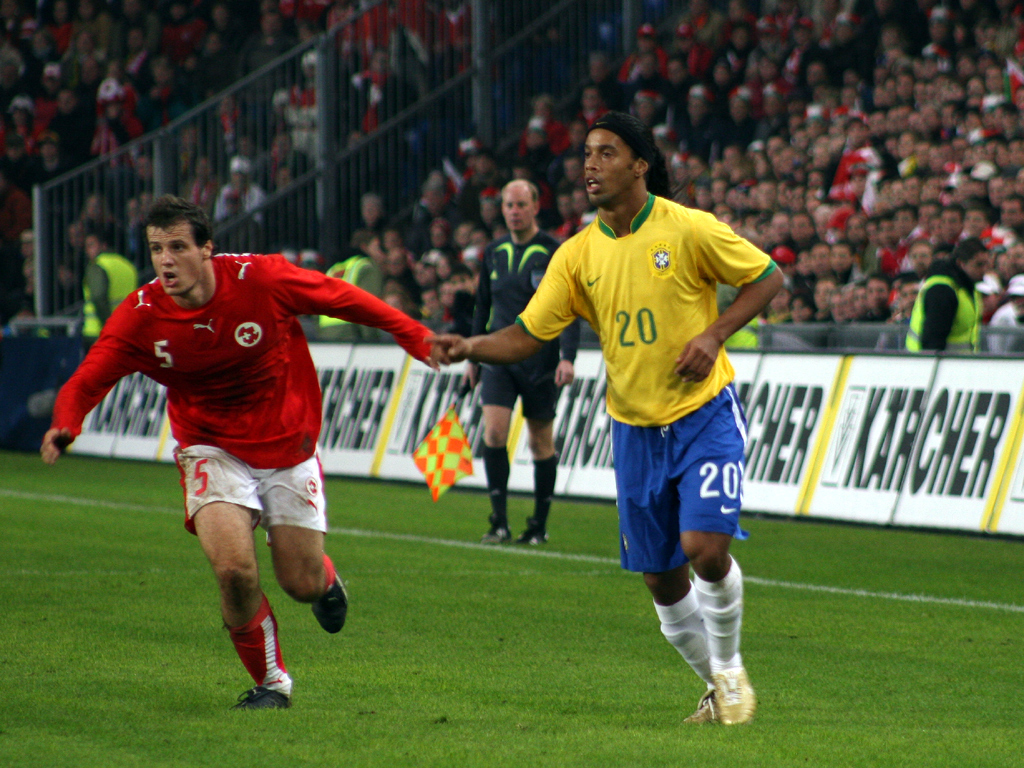
Ronaldinho im Trikot der Nationalmannschaft gegen die Schweizer Fussballnationalmannschaft (2006)

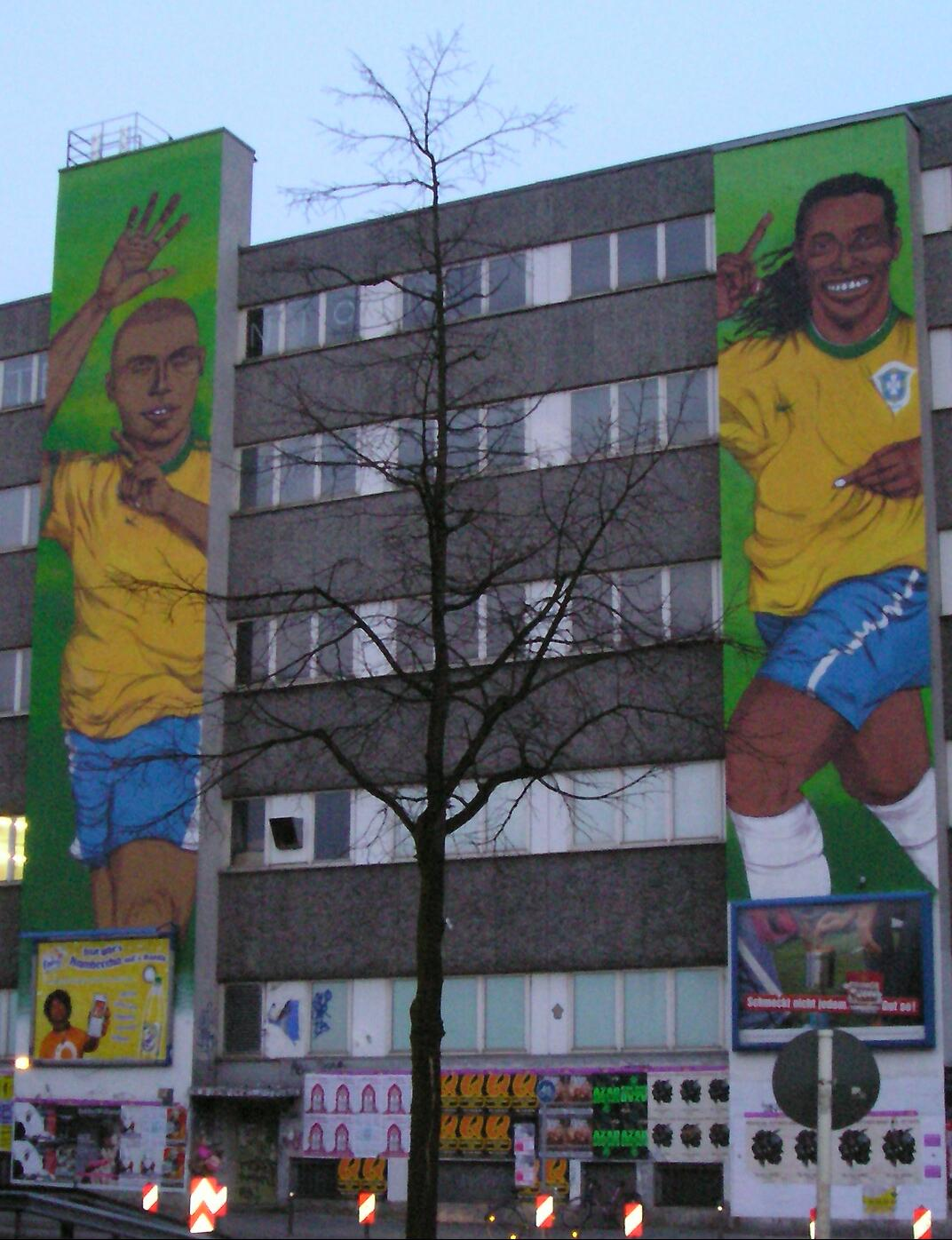
Ronaldinho und Ronaldo als Graffiti in Berlin

2005 gewann Ronaldinho mit der brasilianischen Nationalmannschaft den Confed-Cup 2005. Im Finale besiegten sie am 29. Juni 2005 Argentinien mit 4:1. Ronaldinho trug mit einem Tor zum Sieg bei. Bei der WM 2006 enttäuschte Ronaldinho gemeinsam mit einer insgesamt schwachen brasilianischen Nationalmannschaft, die im Viertelfinale gegen den späteren Finalisten Frankreich ausschied.
Ronaldinho nahm an den Olympischen Spielen 2000 und 2008 teil, erzielte dabei drei Tore und gewann 2008 die Bronzemedaille. Im Turnier 2000 in Sydney schied er mit Brasilien im Viertelfinale in der Verlängerung mit 2:1 gegen den späteren Olympiasieger Kamerun aus. Bei den Spielen in Peking verlor er das Halbfinale gegen den späteren Olympiasieger Argentinien. Das Spiel um Bronze wurde gegen Belgien mit 3:0 gewonnen.
Für den Confed-Cup 2009 wurde Ronaldinho aufgrund seiner seltenen Spieleinsätze bei der AC Mailand und seiner insgesamt sportlich absteigenden Form nicht nominiert. Trotz deutlicher Leistungssteigerung in der Saison 2009/10 und prominenter Fürsprecher wie Pelé, Romário und Brasiliens Staatspräsident Luiz Inácio Lula da Silva wurde Ronaldinho unter dem neuen Nationaltrainer Carlos Dunga weder für die Copa América noch für die WM 2010 in die Seleção berufen. Er wurde allerdings für das Turnier auf Abruf nominiert.
Am 29. Oktober 2010 wurde Ronaldinho von dem neuen Nationaltrainer Mano Menezes für das Freundschaftsspiel am 17. November 2010 gegen Argentinien nominiert, nach insgesamt knapp einem Jahr ohne Berücksichtigung. Ronaldinho kam bei dem Testspiel gegen Ghana am 5. September 2011 zum Einsatz. Auch nahm er an den Spielen der erstmals seit 1976 wieder ausgetragenen Copa Roca gegen Argentinien am 14. und 28. September 2011 teil. Am 7. Oktober 2011 zog er mit seinem 92. Länderspiel mit Pelé und Roberto Rivelino gleich und gehört damit zu den 11 Spielern mit den meisten Länderspielen für Brasilien. Am 14. März 2012 wurde Ronaldinho von Menezes in das vorläufige 52-köpfige Aufgebot zu den Olympischen Spielen 2012 berufen. Hier waren nur Spieler aus U-23-Auswahlen zugelassen, die mit maximal drei älteren Athleten verstärkt werden durften
Am 6. Februar 2013 wurde Ronaldinho vor dem Spiel gegen England für sein 100. Länderspiel in der Seleção geehrt. Einige dieser 100 Spiele wurden gegen von der FIFA nicht anerkannte A-Nationalmannschaften bestritten. In bisher 97 offiziellen Länderspielen erzielte er 33 Länderspieltreffer. Sein letztes Länderspiel bestritt er am 25. April 2013 in Belo Horizonte gegen Chile. Für die WM 2014 wurde Ronaldinho von Luiz Felipe Scolari nicht mehr berücksichtigt. Auch unter dessen Nachfolger Dunga gab es keine Rückkehr mehr in die Nationalmannschaft.

## Titel und Auszeichnungen

### Nationalmannschaft
A-Nationalmannschaft
- Weltmeister: 2002
- Copa-América-Sieger: 1999
- Confed-Cup-Sieger: 2005

U-Nationalmannschaften
- Olympische Bronzemedaille: 2008
- U17-Weltmeister: 1997

### Vereine
International
Europa:
- Champions-League-Sieger: 2006 (FC Barcelona)
- UI-Cup-Sieger: 2001 (Paris Saint-Germain)

Südamerika:
- Copa-Libertadores-Sieger: 2013 (Atlético Mineiro)
- Recopa-Sudamericana-Sieger: 2014 (Atlético Mineiro)

Brasilien
- Staatsmeister von Rio Grande do Sul: 1999 (Grêmio Porto Alegre)
- Staatsmeister von Rio de Janeiro: 2011 (Flamengo Rio de Janeiro)
- Staatsmeister von Minas Gerais: 2013 (Atlético Mineiro)
- Copa-Sul-Sieger: 1999 (Grêmio Porto Alegre)
- Taça-Guanabara-Sieger: 2011 (Flamengo Rio de Janeiro)
- Taça-Rio-Sieger: 2011 (Flamengo Rio de Janeiro)

Spanien
- Meister (2): 2005, 2006 (beide FC Barcelona)
- Supercupsieger (2): 2005, 2006 (beide FC Barcelona)

### Auszeichnungen
- FIFA-Weltfußballer des Jahres: 2004, 2005
- Ballon d’Or („Europas Fußballer des Jahres“): 2005
- Südamerikas Fußballer des Jahres: 2013
- 2. Platz bei der Wahl des Ballon d’Or Dream Teams (Linker Flügel)
- Brasiliens Fußballer des Jahres:
  - Prêmio Craque do Brasileirão: 2012
  - Prêmio Craque do Brasileirão – Auswahl des Jahres: 2011, 2012
  - Bola de Ouro: 2012
  - Bola de Ouro – Auswahl des Jahres: 2000, 2011, 2012
- U17-Weltmeisterschaft: 1997 (Bester Spieler)
- Confederations Cup: 1999 (Bester Spieler)
- All-Star-Team der Fußball-Weltmeisterschaft: 2002
- Bester ausländischer Spieler in der Primera División: 2004, 2006
- Onze d’or 2005
- UEFA Team of the Year: 2004, 2005, 2006
- UEFA Club Football Awards Stürmer des Jahres: 2005
- UEFA Club Football Awards Spieler des Jahres: 2006
- FIFPro World XI: 2005, 2006, 2007
- FIFPro World Player of the Year: 2005, 2006
- World Soccer Spieler des Jahres: 2004, 2005
- World Soccer Spieler des Jahrzehnts: 2000er
- Golden Foot Award: 2009
- FIFA 100
- Globe Soccer Award:
  - (Preis für die beste Spielerkarriere): 2021[74]
- Torschützenkönig:
  - 1999 beim Confed-Cup
  - 1999 beim Campeonato Gaucho
  - 2000 beim Olympia-Qualifikations-Turnier
  - 2013 bei der FIFA-Klub-Weltmeisterschaft
- 2017: Ehrenbürger von Rio de Janeiro[75]

## Familie
Ronaldinhos älterer Bruder Roberto Assis ist seit 2002 sein Manager. Ronaldinho hat mit einer brasilianischen Tänzerin einen Sohn, den er nach seinem Vater benannt hat: João Mendes (* 2005) ist ebenfalls Fußballspieler und erhielt im April 2019 im Alter von 14 Jahren einen Profivertrag bei Cruzeiro EC in Belo Horizonte. Nachdem João den Cruzeiro EC im Februar 2022 verlassen hatte, war er zunächst ohne Kontrakt. Anfang März 2023 unterzeichnete er dann einen Vertrag bei FC Barcelona Atlètic, dem Klub für den Nachwuchs des FC Barcelona.
Ronaldinhos Mutter starb 2021 an Covid-19.

## Sonstiges

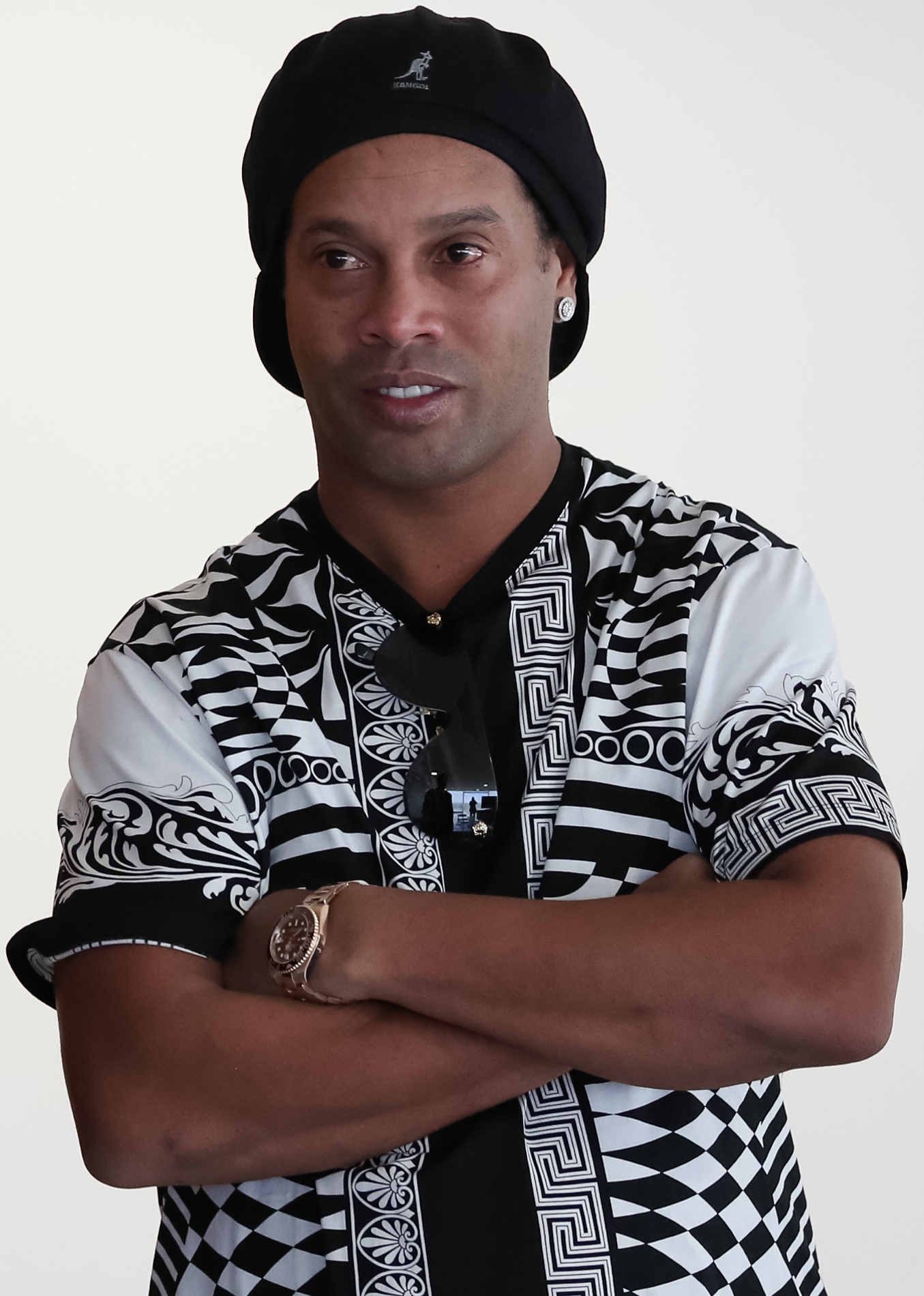
Ronaldinho (2019)

- In Brasilien wird er aufgrund seiner Herkunft aus Rio Grande do Sul auch „Ronaldinho Gaúcho“ genannt, um ihn von seinem älteren Namensvetter und ehemaligen Nationalmannschaftskollegen Ronaldo zu unterscheiden, der dort ebenfalls Ronaldinho gerufen wird.
- 2006 übergab die Künstlerin Kattielly Lanzini der Gemeinde Chapecó in Brasilien eine 8 Meter hohe Ronaldinho-Statue. Die Statue wurde nach dem Ausscheiden der brasilianischen Nationalmannschaft im Viertelfinale der WM 2006 zerstört.
- Seit dem 27. August 2007 ist Ronaldinho auch spanischer Staatsbürger.[82]
- Da nach seinem Wechsel zur AC Mailand 2008 die Rückennummer 10 bereits an Clarence Seedorf vergeben war, entschied sich Ronaldinho für die Rückennummer 80, in Anlehnung an sein Geburtsjahr 1980.
- Ronaldinho schmückte für die Spielreihe FIFA fünfmal das Cover für die deutsche und die UK-Version.
- Der Werbevertrag zwischen Ronaldinho und Coca-Cola wurde im Juni 2012 aufgelöst, nachdem der ehemalige Weltfußballer eine Pressekonferenz gegeben hatte, auf der mehrere Pepsi-Dosen am Podium standen.[83]
- Nach der Beendigung seiner sportlichen Karriere Ende 2017 verkündete Ronaldinho, den rechtspopulistischen bzw. faschistischen[84] brasilianischen Politiker Jair Bolsonaro zu unterstützen.[85] Im März 2018 trat Ronaldinho der rechtsreligiösen Partei Republicanos bei.[86][87]
- 2018 verhängte Brasilien eine Strafzahlung von 2,2 Mio. Euro, da Ronaldinho und sein Bruder beim Bebauen eines Grundstückes Umweltschäden verursacht hatten.[88]
- Am 4. März 2020[89] wurde er zusammen mit seinem Bruder Roberto de Assis bei der Einreise nach Paraguay von den dortigen Behörden verhaftet, da sie gefälschte Pässe verwendeten, und wie vom Staatsanwalt Marcelo Pecci gefordert, zu einer Gefängnisstrafe verurteilt. Ronaldinho war zuvor der brasilianische Reisepass entzogen worden, da er ein Bußgeld nicht bezahlt hatte.[88] Nach fast sechsmonatiger Haft durften Ronaldinho und sein Bruder das Land am 24. August 2020 gegen Zahlung eines Bußgeldes in Höhe von umgerechnet etwa 160.000 € in Freiheit verlassen.[90]